# 조희연 (조선귀족)
조희연(趙羲淵, 일본식 이름: 大村智三郞오무라 지사부로, 1856년 5월 26일~1915년 7월 20일)은 조선 말기의 군인으로 일제강점기에 조선귀족 작위를 받았다. 자는 심원(心源), 호는 기원(杞園), 본관은 평양이며 본적은 경성부 당주정이다.

## 생애
1874년 무과에 급제한 뒤 무관으로 근무했다. 1894년 갑오농민운동 때, 정토군(征討軍)을 조직해서 초토사 홍계훈, 양호순변사 이원회 등에게 군량 및 군비 등을 지급하여 파송하였다.
당시 집권당인 여흥 민씨 세력이 청나라 군대를 청해서 농민군을 진압하려고 하자 조희연은 이를 반대했고, 청군의 개입을 빌미로 일본군이 명성황후를 실각시키고 흥선대원군을 추대할 때 여기에 가담했다. 이후 친일 정권이 설 때마다 계속 등용되었다. 갑오경장 때는 장위사에, 김홍집의 1차, 2차, 4차 친일 내각에서는 군무대신 서리, 군무대신, 군부대신에 각각 임명되었다. 아관파천으로 망명하였다.
1896년 2월 11일 고종이 왕명으로 유길준, 조희연, 장박(張博), 권영진(權濚鎭), 이두황, 우범선, 이범래(李範來), 이진호(李軫鎬) 등에 대한 체포령을 내렸다. 이들 중 일부는 이미 일본으로 달아난 상태였다. 2월 15일 고종은 조희연 등에 대한 참수명령을 내렸다.
1904년 3월 고종은 일본의 특사 이토 히로부미가 내한하자 망명자 중 요인을 해외로 추방하거나 변방에 유치시킬 것을 제의하여 동의를 얻어냈다. 고종이 지명한 요인은 이준용, 박영효, 이규완, 유길준, 조희연, 장박, 이범래, 이진호, 조희문, 구연수, 이두황, 신응희, 권동진, 정난교 등 14명이었다. 그러나 일본은 고종에게 약속한 망명자 처분을 이행하지 않았다.
1904년 4월 중순 고종은 주한일본국공사관에 조선인 출신 정치적 난민 신청자 중 조희연, 박영효, 유길준, 장박, 이두황, 이진호, 권동진, 구연수, 정란교, 이규완, 이범래, 신응희 등 14명을 일본에서 추방하고, 나머지 다른 망명객은 송환할 것을 요청하였다. 주한일본공사는 4월 14일 일본 외무대신에게 보고했는데 일본 정부에서는 이들의 송환을 거절하였다.
아관파천으로 일본에서 10여 년간의 망명 생활을 한 끝에 1907년 귀국하여 궁내부 특진관과 훈포장을 담당하는 표훈원 총재를 지냈다. 1910년 한일 합병 조약 체결 후 10월 16일 일본 정부로부터 남작 작위를 받았고 1910년 10월 1일부터 1915년 4월 19일까지 조선총독부 중추원의 고문을 역임했다. 사망하면서 작위를 반납하여 작위가 세습되지는 않았다.

## 사후
- 2002년 민족정기를 세우는 국회의원모임이 발표한 친일파 708인 명단과 2008년 공개된 민족문제연구소의 친일인명사전 수록예정자 명단에 모두 선정되었다.
- 2007년 대한민국 친일반민족행위진상규명위원회가 발표한 친일반민족행위 195인 명단에도 들어 있다.

## 같이 보기
- 조선총독부 중추원

## 참고 문헌
- 친일반민족행위진상규명위원회 (2007년 12월). 〈조희연〉 (PDF). 《2007년도 조사보고서 II - 친일반민족행위결정이유서》. 서울. 481~491쪽쪽. 발간등록번호 11-1560010-0000002-10.[깨진 링크(과거 내용 찾기)]
- 반민족문제연구소 (1993년 2월 1일). 〈조희연 : 일본군의 조선침략에 앞장 선 군무대신 (오연숙)〉. 《친일파 99인 1》. 서울: 돌베개. ISBN 9788971990117.